# Ala Longiniana

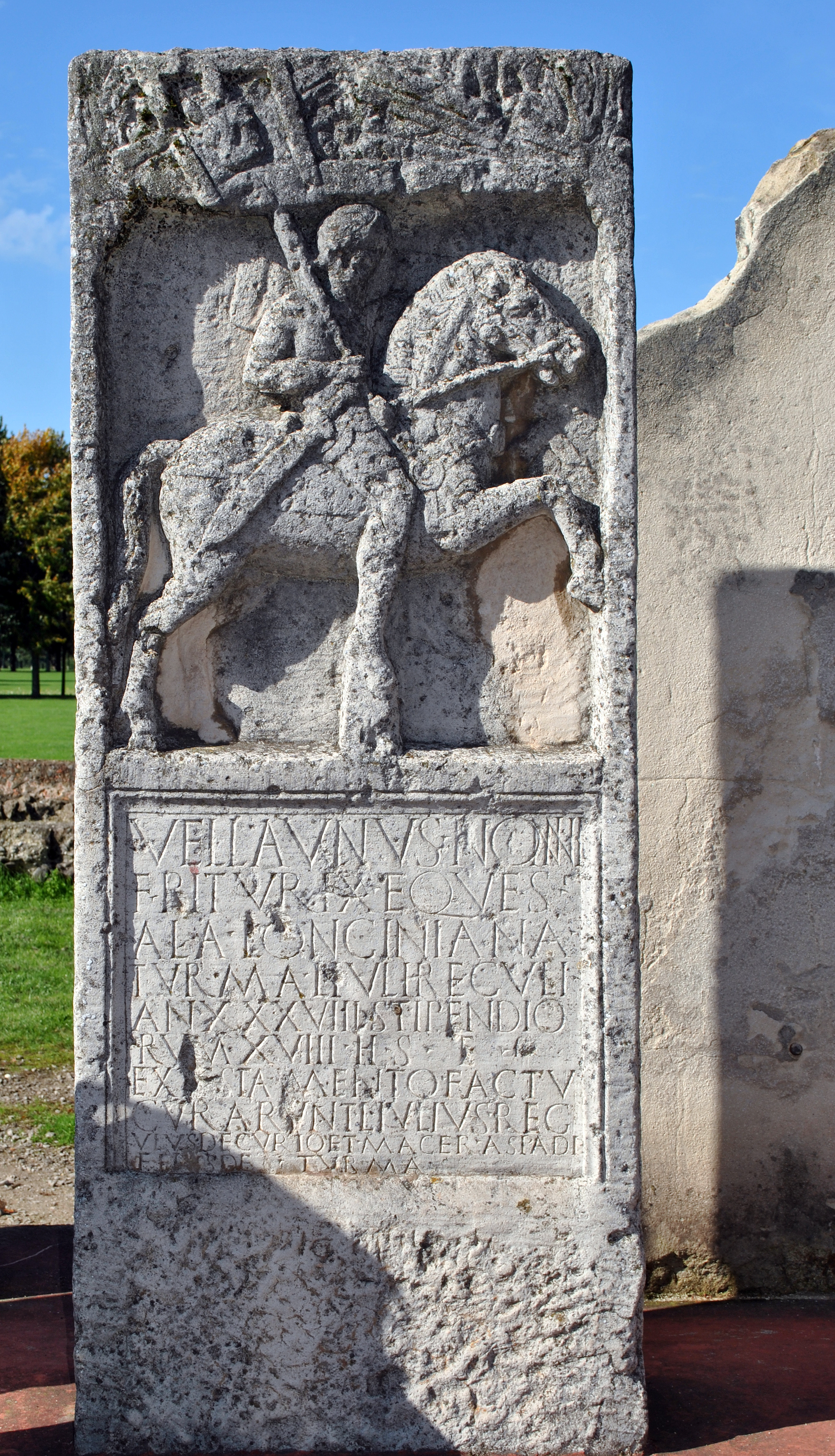
Der Grabstein des Vellaunus

Die Ala Longiniana (deutsch Ala des Longinus) war eine römische Auxiliareinheit. Sie ist durch Inschriften belegt.

## Namensbestandteile
- Longiniana: des Longinus. Einer der ersten Kommandeure der Einheit war ein ansonsten unbekannter Longinus, nach dem die Ala benannt wurde.

Da es keine Hinweise auf den Namenszusatz milliaria (1000 Mann) gibt, war die Einheit eine Ala quingenaria. Die Sollstärke der Ala lag bei 480 Mann, bestehend aus 16 Turmae mit jeweils 30 Reitern.

## Geschichte
Die Ala wurde vermutlich wie andere Reitereinheiten, die nach einem ihrer Kommandeure benannt wurden, ursprünglich aus Galliern aufgestellt. Möglicherweise war ihr vollständiger Name daher Ala Gallorum Longiniana.
Fünf der erhaltenen Grabsteine wurden in Bonn gefunden; deshalb war die Einheit wohl in Germania inferior stationiert. Die Ala wurde vermutlich von Vespasian um 70/71 n. Chr. aufgelöst, da es keine Hinweise auf ihre spätere Existenz gibt.

## Standorte
Standorte der Ala sind nicht bekannt.

## Angehörige der Ala
Folgende Angehörige der Ala sind bekannt:

### Kommandeure
| - []rcai[], ein Präfekt (CIL 12, 392) | - C(aius) Fulvius Lupus Servilianus, ein Präfekt (CIL 12, 3166) |

### Sonstige
| - []atissa, ein Decurio (CIL 13, 8096) - Biturix, ein Reiter (CIL 13, 8092) - L(ucius) Iulius Regulus, ein Decurio (CIL 13, 8094) - Macer (CIL 13, 8094) | - Rectugnus, ein Reiter (CIL 13, 8093) - Samorix, ein Reiter (CIL 13, 2615) - Vellaunus, ein Reiter (CIL 13, 8094) - Vonatorix, ein Reiter (CIL 13, 8095) |